# Elisha Kent Kane
Elisha Kent Kane (Filadelfia, Pensilvania, 3 de febrero de 1820 – 16 de febrero de 1857) fue un oficial médico estadounidense de la Armada de los Estados Unidos que participó en dos de las expediciones al Ártico en rescate de la expedición británica desaparecida de Sir John Franklin.

## Biografía
Elisha Kent Kane nació en Filadelfia el 3 de febrero de 1820, hijo de John Kintzing Kane, jurista y político demócrata, y Jane Duval Leiper. Su hermano, Thomas L. Kane, fue abogado, diplomático, abolicionista y general de caballería en la guerra civil estadounidense. Kane se graduó en la Escuela de Medicina de la Universidad de Pensilvania en 1842, y tras practicar brevemente en Filadelfia, el 14 de septiembre de 1843, se incorporó a la Marina, como asistente de cirujano. Ese mismo año sirvió en China, en una misión diplomática dirigida por Caleb Cushing que tenía como fin lograr un acuerdo comercial; luego lo hizo en el Escuadrón de África, y también participó con el Cuerpo de Marines en la guerra mexicano-americano, donde tuvo un comportamiento heroico que le reportó gran fama. Luego fue asignado a tareas poco destacadas en el USS Supply y el USS Walker.

### La primera expedición al ártico
Aburrido por sus tareas navales, el 20 de marzo de 1849, escribió al Secretario de la Marina ofreciéndose voluntario para la misión de rescate que se estaba organizando para ir al ártico en busca de la desaparecida expedición del explorador británico, Sir John Franklin. A mediados de mayo recibió la orden de incorporarse en el puerto de Nueva York para servir como cirujano del buque de la Primera Expedición de Grinnell, financiada por el magnate naviero Henry Grinnell (1799-1874) y con tripulaciones de la Marina de EE. UU. El Advance y el Rescue —unos balleneros que habían sido reforzados para navegar en aguas polares— al mando del teniente Edwin J. De Haven, partieron de Nueva York el 22 de mayo de 1850 y se encaminaron al ártico, donde al menos diez barcos buscaban ese año a Franklin. Se dirigieron al Lancaster Sound y entre el 25 y el 27, junto con la tripulación comandada por el capitán John Penny, con el Lady Franklin y el Sophia, desembarcaron en las costas meridionales de isla Devon, alrededor de cabo Riley, y descubrieron pruebas de un campamento, presumiblemente de Franklin. Encontraron más pruebas en la isla Beechey, diez millas más arriba, al inicio del canal de Wellington: eran tres tumbas de miembros de la tripulación Franklin, pero no había ninguna indicación de hacia donde habían proseguido. Ambos capitanes se pusieron de acuerdo en dividir la búsqueda, y De Haven se dirigió hacia el norte, adentrándose en el canal de Wellington.
A principios de septiembre, el Advance dejó atrás isla Cornwallis y siguió buscando aún más al norte, hasta que, sorprendido por una fuerte tormenta, se vio atrapado en el hielo y luego a la deriva, primero en dirección norte y luego hacia el sur. El 1 de octubre De Haven y su tripulación fueron conscientes de que iban a pasar ese invierno en el ártico. Enfrentados al riesgo del escorbuto y la depresión por la noche polar, De Haven lo fio todo en manos de Kane, que prescribió mucho ejercicio, incluso en los días más fríos, y un aumento de las raciones diarias: todos los hombres sobrevivieron bastante bien a la experiencia.
Después de haber sido expulsados del canal de Wellington, de ser arrastrados hacia el este a través del Lancaster Sound, y luego hacia el sur por la bahía de Baffin, el buque fue finalmente liberado del hielo, tras nueve meses y más de 1700 km a la deriva, el 5 de junio de 1851. Se dirigió hacia el oeste, a isla Disco, en la costa occidental groenlandesa, para reponer las provisiones y reparar el barco para afrontar otra temporada de búsqueda y exploración. Ya en Upernavik, el principal puerto ballenero de la zona, algo más al norte, la expedición zarpó de nuevo a principios de julio y enseguida se encontró de nuevo con el hielo. A mediados de agosto, un frustrado De Haven, optó por abandonar la misión y poner rumbo de vuelta a Nueva York, antes de enfrentarse a otra invernada ártica. A pesar de no haber podido localizar a Franklin o el pasaje del Noroeste, Kane, cuando regresaron a su país, fue nuevamente recibido como un héroe.
Desde noviembre de 1851 hasta mayo de 1853, Kane se dedicó a dar conferencias, cada vez a mayores audiencias (incluidas tres lecturas en la naciente Smithsonian en Washington D. C.) y con su oratoria pronto creció su celebridad. Comenzó una campaña para realizar una segunda expedición ya que pensaba que Franklin podría estar atrapado en el mar polar abierto, ese mar libre de hielo que se suponía existía al norte de isla Ellesmere y de Groenlandia. A pesar del apretado calendario de conferencias, trabajó intensamente en un libro en que narró sus experiencias en la primera expedición, The U. S. Grinnell Expedition in Search of Sir John Franklin, que fue publicado por Harpers en 1853. Además, tuvo tiempo para enamorarse (con la consternación de su familia) de una célebre médium psíquica, Margaret Fox, aunque mantuvo oculto este romance a la opinión pública.

### La segunda expedición al ártico

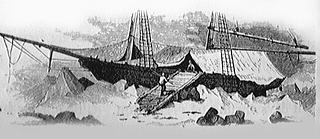
«The Advance, Second Winter, 1855» (grabado aparecido en el libro de Kane Arctic Explorations, Filadelfia, 1856).

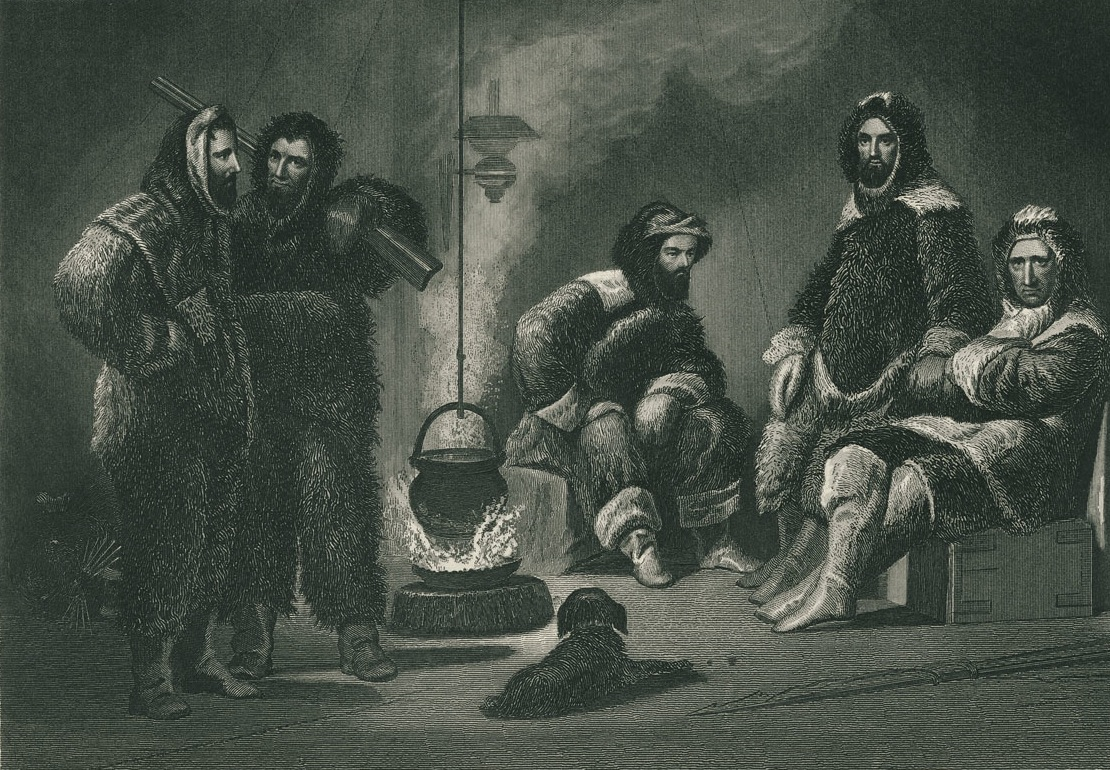
Segunda invernada en Groenlandia (Kane está en el centro). («Life In The Brig: Second Winter», grabado de J.M. Butler basado en un apunte de Kane. Apareció en el libro de Kane Arctic Explorations, Filadelfia, 1856).

Kane organizó y dirigió una segunda expedición de rescate, financiada nuevamente por Grinnell y también por George Peabody en cooperación con autoridades científicas. Zarpó de Nueva York 31 de mayo de 1853 con una tripulación de 18 hombres y un único barco, el Advance, pequeño y robusto, diseñado para resistir la furia del Ártico. Llegaron al puerto ballenero de Upernavik, en la costa occidental groenlandesa, el 17 de julio, e incorporaron dos tripulantes más: Hans Hendrick, un joven esquimal de 19 años, y Carl Petersen, una danés de 38 años de edad que dominaba el idioma esquimal (el inuktitut) y estaba familiarizado con al conducción de trineos de perros. Pasaron el cabo de York el 4 de agosto y la isla Littleton el día 7 (Life-boat Cove (caleta Salvavidas), al este de la isla, recibió su nombre por el escondite de botes salvavidas y provisiones dejadas allí). 
Kane siguió hacia el norte a lo largo de la costa de Groenlandia, cruzando las aguas del Smith Sound y superando la navegación más al norte hasta esa fecha, la de Edward Augustus Inglefield. Siguieron al norte y entraron en una zona más amplia (la actual cuenca Kane), pero los fuertes vendavales y los grandes témpanos, con la banquisa formándose ya, lo llevaron a buscar refugio, que encontró el 24 de agosto en Van Rensselaer Harbor (la actual bahía Resselaer, que lleva el nombre de la casa natal de la familia Kane) (78°37′N 70°40′O / 78.617, -70.667). La tripulación se preparó para el invierno construyendo en la costa un almacén para víveres, hicieron una cubierta de madera para proteger el barco y una jaula para los perros. Los reiterados intentos de librarse de las ratas del barco fueron un éxito, pero los métodos provocaron momentos de ansiedad; el primer intento con humos nocivos casi mató al cocinero, y el segundo, la asfixia por monóxido de carbono, hizo arder la cubierta y causó la pérdida de conocimiento de Kane y otro tripulante mientras luchaban contra el fuego. 
Kane se dispuso a recoger registros meteorológicos de acuerdo con unos protocolos desconocidos en los viajes polares hasta el siglo XX —esos registros fueron publicados como anexos de su libro de este viaje— y durante ese otoño dispusieron varios escondites con alimentos para el viaje de primavera. El invierno fue largo, las provisiones comenzaron a escasear y la tripulación cayó presa del abatimiento de la larga noche polar, y muchos sufrieron escorbuto. Todos los perros enfermaron y murieron nueve de ellos, lo que imposibilitó cualquier travesía en trineo. 
Pero afortunadamente no murió ningún tripulante y recuperaron al ánimo en la primavera del año siguiente. En marzo de 1854, la tripulación fue espiada por varios cazadores inuit de Etah que hacían su recorrido de caza estival. Etah, un pequeño asentamiento a tan solo 80 millas al sur, en la costa de bahía Hatherton (ribera oriental del Smith Sound) era en ese momento el asentamiento inuit más septentrional del mundo y fue abandonado por las duras condiciones climáticas, 78°19′N 72°28′O / 78.317, -72.467. Se los invitó a bordo, compartiendo morsa cruda que los inuit habían traído consigo. Con la ayuda de Peterson, Kane fue capaz de comunicarse con los inuit, recabando su ayuda para el próximo invierno.
Comenzaron las partidas de búsqueda y los estudios de reconocimiento geográfico. Una partida al noreste, realizada por Kane en abril, no obtuvo ningún resultado de Franklin, pero descubrió y nombró el enorme glaciar Humboldt, que drena la parte noroeste de Groenlandia, así como una interesante formación rocosa, el monumento Tennyson. Descubrieron aguas abiertas más allá del glaciar, pero los intentos de llegar a esa esperada polinia no tuvieron éxito. Otra desafortunada partida, en marzo, provocó la muerte de dos de sus hombres y las mutilaciones por congelación de otros dos. 
Isaac Israel Hayes, el cirujano de la expedición, y William Godfrey, partiendo el 20 de mayo, lograron en doce días de travesía cruzar las aguas heladas de la actual cuenca Kane y estar de vuelta, y fueron capaces de cartografiar un tramo de costa de la que Kane había bautizado como «Tierra de Grinnell», ya que desconocían si formaba parte de la isla de Ellesmere o era otra tierra diferente. Llegaron a los 79°43" N, a las proximidades del cabo Fraser. Hayes fue el primer explorador en poner sus pies en esas latitudes tan al norte de Ellesmere. Otros dos miembros de la expedición, Hans Hendrik y William Morton, en otra partida a través de la costa groenlandesa, lograron atravesar el glaciar Humboldt y consiguieron alcanzar la parte sur del cabo Constitución el 24 de junio (alrededor de 80°35′ N), en la ribera oriental del canal Kennedy. Desde una altura unos 460 m, mirando al norte, vieron abiertas las aguas tan lejos como su vista podía alcanzar, probablemente hasta cabo Lieber (81°32′ N); habían encontrado el canal de Kennedy abierto, una condición que se da nueve de cada diez años, y que ellos supusieron llevaba directo al esperado Mar Polar Abierto («Open Polar Sea»). Kane intentó llegar a este punto y comprobarlo por sí mismo, pero el invierno se echó encima y las duras condiciones del hielo se lo impidieron. 
En julio de 1854, el hielo aún aprisionaba la bahía de Rensselaer y Kane era consciente de su peligrosa posición. Kane, con otro tripulante, trató desesperadamente de llegar en bote hasta la isla de Beechey, a más de 1.400 km de navegación, con la esperanza de encontrar allí alguno de los barcos ingleses que buscaban a Franklin y le pudieran prestar asistencia. Navegaron por las aguas que comenzaban a quedar libres, pero el hielo impenetrable los obligó a regresar después de haber sido incapaces de llegar ni siquiera a cabo Parry, a unos 200 km al sur, en la península groenlandesa de Tierra de Steensby. En el curso de esta situación cada vez más desesperada, el acuerdo comercial con los inuits dio sus frutos y en agosto de 1854 los aprovisionaron. A fines de ese mes, el 28 de agosto, tras el aprovisionamiento, ya estaba claro que el barco no iba a quedar libre. Varios miembros de la tripulación comenzaron a hablar de un plan de escape y Kane no podía, en conciencia, obligarlos a permanecer. Anunció el 29 de agosto que en caso de que cualquiera desease marchar, él no iba a detenerlo. Otros nueve eligieron permanecer con él. A los demás les hizo firmar documentos que acreditasen que eran desertores y que Kane ya no era responsable de ellos. Kane, para su honra y logrando refrenar su ira, deseó a los hombres buena suerte y les aseguró que, en el caso de que decidieran regresar, serían bien recibidos. 
Hayes, con otros ocho miembros de la expedición, los más fuertes incluidos dos oficiales, dejaron a Kane el 5 de septiembre y emprendieron el camino hacia el sur con el objeto de llegar a Upernavik, a 800 km, prefiriendo el peligro de ese viaje a pasar un segundo invierno en el hielo. La anotación en el diario de Kane recoge: «No puedo dejar de sentir que algunos de ellos regresaran, abatidos y sufrientes, a buscar un refugio a bordo. Deberán encontrarlo... pero si yo nunca regreso a casa y pueden encontrarla el Dr. Hayes o Mr. Bonsall o Master Sonntag, dejémosles cuidar sus pieles».
Kane se dispuso a pasar un nuevo invierno, que esperaba no sería tan duro como el anterior ya que habían aprendido valiosas lecciones y contaban con el auxilio de los inuit, pero fue una pesadilla. Los expedicionarios a pie, después de grandes sufrimientos y también con la ayuda de los inuit que los condujeron en la larga noche polar, regresaron al Advance el 12 de diciembre, en un estado de casi total inanición. Kane los recibió amablemente, aunque la partida de Hayes pareció a los que se quedaron casi una deserción. El mismo Dr. Hayes sufría principio de congelación en los dedos de un pie y Kane debió amputárselos. 
Los inuit también lo pasaron mal ese invierno y el grupo de Kane preparó una expedición de caza conjunta con ellos para abatir una morsa, lo que permitió a ambos grupos sobrevivir hasta que mejoró el tiempo. Ese segundo invierno volvió el escorbuto y cuando llegó la primavera la tripulación estaba en un estado deplorable. La única opción era abandonar el barco e intentar alcanzar en los botes Upernavik. El buque fue abandonado oficialmente el 20 de mayo, y partieron sobre trineos y arrastrando tres botes, llegando a mediados de junio a Etah. El 17 de junio partieron y Kane lanzó sus botes en aguas abiertas, cerca del cabo Alexander. Con esfuerzos infatigables, la tripulación, en parte herida y con algunos inválidos, logró trasladar los registros e instrumentos más importantes, en un recorrido de más de 80 km por un rugoso y difícil campo de hielo. Fue una travesía muy peligrosa, con fuertes vientos y nevadas entre icebergs y témpanos, y un hombre, Ohlsen, murió y fue enterrado en la isla de Littleton en el cabo que aún lleva su nombre. Doblaron el cabo York el 21 de julio y, avanzando rápidamente hacia el sur por la bahía de Melville entre el hielo fijo («fast-ice», un hielo anclado a tierra, que no está a la deriva), fueron avistados por un ballenero danés que los llevó el 6 de agosto de regreso a Upernavik, 84 días después de haber partido. 
Mientras, en Norteamérica se temía por su suerte y el presidente Franklin Pierce autorizó una expedición de búsqueda que partió de Nueva York el 31 de mayo y se encaminó hacia el área al sur de Etah. Al no encontrarlos regresaron y lograron llegar a tiempo, ya que partían de Godhavn (en isla Disco) hacia las islas Shetland en una barco danés. Kane regresó a Nueva York el 11 de octubre de 1855.
La búsqueda de Franklin fue infructuosa, pero Kane aumentó mucho los conocimientos de las tierras árticas. Sus observaciones fueron más valiosas y completas que las de cualquier expedición anterior, ampliando nuevas tierras, las más septentrionales en su día, y dando a conocer al mundo la vida y las costumbres del asentamiento esquimal Etah. La expedición perdió solo tres hombres y pasó a los anales de la exploración del ártico como el arquetipo de victoria sobre la derrota. Al año siguiente, Kane publicó un libro en dos volúmenes, Arctic explorations: The second Grinnell expedition in search of Sir John Franklin, 1853, 54, 55, en el que detalla las privaciones y penurias que tuvieron que soportar y permite conocer en detalle la calidad de su liderazgo, y en el que se ve su atención a las cuestiones diplomáticas, como la relación con los inuit y el tratamiento humano que dio al episodio de secesión. Fue un enorme éxito y Kane, por su constancia, energía, fortaleza y hombría (a pesar de algunas exageraciones que lo empañan), supo conectar con el espíritu de América. El libro marcó el inicio de la investigación científica en la región y fue un espaldarazo a las expediciones árticas americanas y, sin duda, emocionó a muchos jóvenes y les hizo acometer nuevas exploraciones. Tras él, sus compatriotas Israel Isaac Hayes, Charles Francis Hall, Augusto Greely y, finalmente, Robert Peary, que conquistó el Polo Norte, harán tener a Estados Unidos una posición dominante en la exploración polar.
El esfuerzo por escribir el libro, además de los padecimientos sufridos, fueron mermando su salud. Pese a ello, visitó Inglaterra en noviembre de 1856 para cumplir su promesa de entregar personalmente su informe a Lady Franklin, y luego navegó a La Habana, en un vano intento de recuperar su salud. Murió allí el 16 de febrero de 1857, a los 37 años. El gobernador de Cuba acompañó personalmente sus restos hasta Nueva Orleans. De Nueva Orleans a Cincinnati, las orillas del Misisipi estaban repletas de gentes con sus plegarias que expresaban su dolor; el trayecto en tren de Cincinnati a Filadelfia tomó casi cuatro días a causa de la multitud que le quería rendir homenaje. Su funeral fue el más grande en la historia de Estados Unidos hasta esa fecha, solo superado por el de Abraham Lincoln un lustro más tarde.

### Reconocimientos
Kane recibió muchas distinciones, como las medallas del Congreso, de la Royal Geographical Society, y de la Société de Géographie. El destructor USS Kane (DD-235) (1920-46) fue nombrado en su honor, así como más tarde el USS Kane (T-AGS-27). Kane era masón, y una prominente logia masónica en Nueva York (Logia nº 454) fue rebautizada con su nombre, Logia Kane. El cráter Kane en la Luna que también lleva su nombre.
La expedición de Kane nombró algunos accidentes que aún hoy se mantienen: Tierra de Grinnell, al noroeste de isla Ellesmere —entre Tierra de Grant Land (norte), fiordo Greely (oeste), Tierra de Ellesmere (sur), y el canal de Kennedy y cuenca Kane (este)— y cabo Grinnel —en la costa oriental de Groenlandia, algo al sur de la bahía de Resselaer— en reconocimiento a su patrocinador; la bahía Peabody, frente al glaciar de Humboldt, en la costa oriental de Groenlandia, al norte de la bahía de Resselaer, por su otro patrocinador. Bahía Hayes, en la costa de isla Ellesmere, por el cirujano de la expedición, el Dr. Hayes. Y sobre todo, cuenca Kane, uno de los tramos del estrecho de Nares, lleva su nombre en reconocimiento al que fue el primer navegante por sus aguas.

## Libros de Elisha Kane
- The United States Grinnell Expedition in Search of Sir John Franklin: A personal narrative, Philadelphia: Childs & Peterson, 1856. Disponible en formato PDF en Making of America Project.
- Arctic explorations: The second Grinnell expedtion in search of Sir John Franklin, 1853,54,55, Philadelphia: Childs & Peterson, 1857. Disponible en formato PDF en Making of America Project.